# پرسرخس‌سانان
پَرسَرخس‌سانان (Pteridales) یکی از راسته‌های گیاهی است.